# Louis Vachon
Louis Vachon était le président et chef de la direction de la Banque nationale du Canada depuis juin 2007. Il a annoncé son intention de prendre sa retraite le 31 octobre 2021, après presque 15 années dans cette fonction. Louis Vachon était chef de l’exploitation au moment de sa nomination. Il a été nommé PDG de l’année 2014 au Canada par le magazine Canadian Business,. Louis Vachon est officier de l’Ordre national du Québec. Il a été reconnu par l'Association canadienne pour les Nations unies, qui lui a décerné le Prix du citoyen du monde, et est Membre de l'Ordre du Canada ainsi que de l'Ordre de Montréal.

## Biographie

### Étude et formation professionnelle
Louis Vachon est analyste financier agréé, CFA. Il est titulaire d’une maîtrise en finance internationale de la Fletcher School (Tufts University) de même que d’un B.A. en économie de Bates College.

### Carrière
Louis Vachon a commencé sa carrière en 1985 chez Citibank et s’est joint à Lévesque Beaubien Geoffrion en 1986. De 1990 à 1996, il a travaillé pour BT Bank of Canada, la filiale canadienne de Bankers Trust, y devenant par la suite président et chef de la direction. En 1996, il s’est de nouveau joint à la Banque Nationale, d’abord comme président et chef de la direction de Gestion de placements Innocap, puis, dès 1997, comme premier vice-président, Trésorerie et Marchés financiers. 
Louis Vachon a agi à titre de président du conseil d’administration de la principale filiale de la Banque, Financière Banque Nationale, de même que de Gestion de portefeuille Natcan de janvier 2005 à juillet 2006. Il avait assumé auparavant les responsabilités de chef de la direction de la Financière Banque Nationale. Il est membre du conseil des gouverneurs de Finance Montréal. 

## Prix et distinctions
Louis Vachon est officier de l’Ordre national du Québec. Il est également membre de l'Ordre du Canada ainsi que de l'Ordre de Montréal et a reçu le Prix du citoyen du monde de l’Association canadienne pour les Nations unies. Les universités d’Ottawa, Bishop’s, Ryerson et Concordia lui ont décerné un doctorat honoris causa,,,. Les Fusiliers Mont-Royal l’ont intronisé à titre de lieutenant-colonel (h). M. Vachon a été nommé Personnalité financière de l’année 2014 par la publication Finance et Investissement, une reconnaissance obtenue en 2012 également, et a été nommé PDG de l’année 2014 au Canada par le magazine Canadian Business,. La Fondation Portage lui a rendu hommage la même année en le nommant Grand philanthrope. Louis Vachon a de plus figuré au palmarès canadien Top 40 Under 40 en 2001. En 2018, l’organisme Right to Play lui rend hommage lors du Heroes Gala. Il est nommé Grand ami de la Faculté d’administration de l’Université Moncton en 2019.